# The Come On
The Come On è un cortometraggio muto del 1916 diretto e interpretato da Matt Moore.

## Produzione
Il film fu prodotto dalla Nestor Film Company.

## Distribuzione
Distribuito dall'Universal Film Manufacturing Company, il film - un cortometraggio di una bobina - uscì nelle sale cinematografiche statunitensi il 22 luglio 1916.